# Jaël Bestué
Jaël Sakura Bestué Ferrera (Barcellona, 24 settembre 2000) è una velocista spagnola, attuale primatista nazionale dei 200 metri piani e della staffetta 4×100 metri.

## Biografia
È nata a Barcellona da padre emigrato dalla Guinea Equatoriale.

## Record nazionali
Seniores
- 200 metri piani: 22"19 ( Madrid, 29 giugno 2025)
- Staffetta 4×100 metri: 42"11 ( Madrid, 28 giugno 2025) (Esperança Cladera, Jaël Bestué, Paula Sevilla, Maria Isabel Pérez)

## Palmarès
| Anno | Manifestazione  | Sede      | Evento        | Risultato   | Prestazione | Note                          |
| ---- | --------------- | --------- | ------------- | ----------- | ----------- | ----------------------------- |
| 2016 | Europei U18     | Tbilisi   | 200 m piani   | 4ª          | 24"13       | Miglior prestazione personale |
| 2017 | Mondiali U18    | Nairobi   | 200 m piani   | Argento     | 23"61       |                               |
| 2017 | Europei U20     | Grosseto  | 4×100 m       | 7ª          | 45"33       | [ 1 ]                         |
| 2018 | Mondiali U20    | Tampere   | 200 m piani   | Semifinale  | 23"68       |                               |
| 2018 | Europei         | Berlino   | 200 m piani   | Batteria    | 23"92       |                               |
| 2019 | Europei indoor  | Glasgow   | 60 m piani    | Batteria    | 7"41        |                               |
| 2019 | Europei U20     | Borås     | 100 m piani   | Bronzo      | 11"59       | [ 2 ]                         |
| 2019 | Europei U20     | Borås     | 4×100 m       | Finale      | dq          | [ 3 ]                         |
| 2021 | Europei U23     | Tallinn   | 100 m piani   | 4ª          | 11"52       | [ 4 ]                         |
| 2021 | Europei U23     | Tallinn   | 4×100 m       | Argento     | 43"74       |                               |
| 2021 | Giochi olimpici | Tokyo     | 200 m piani   | Batteria    | 23"19       | Miglior prestazione personale |
| 2022 | Mondiali        | Eugene    | 4×100 m       | 5ª          | 42"58       | Record nazionale              |
| 2022 | Europei         | Monaco    | 100 m piani   | Semifinale  | 11"40       |                               |
| 2022 | Europei         | Monaco    | 4x100 m       | 4ª          | 43"03       | [ 5 ]                         |
| 2023 | Europei indoor  | Istanbul  | 60 m piani    | 8ª          | 7"28        | [ 6 ]                         |
| 2023 | Giochi europei  | Chorzów   | 4×100 m       | Bronzo      | 43"13       | [ 7 ]                         |
| 2023 | Mondiali        | Budapest  | 100 m piani   | Semifinale  | 11"25       |                               |
| 2023 | Mondiali        | Budapest  | 200 m piani   | Semifinale  | 22"86       |                               |
| 2023 | Mondiali        | Budapest  | 4×100 m       | Batteria    | 42"96       |                               |
| 2024 | Mondiali indoor | Glasgow   | 60 m piani    | Semifinale  | 7"24        | [ 8 ] [ 9 ]                   |
| 2024 | World Relays    | Nassau    | 4×100 m       | Batteria    | 42"85       |                               |
| 2024 | Europei         | Roma      | 200 m piani   | 7ª          | 22"93       |                               |
| 2024 | Europei         | Roma      | 4x100 m       | 5ª          | 42"84       |                               |
| 2024 | Giochi olimpici | Parigi    | 200 m piani   | Ripescaggio | 23"22       |                               |
| 2024 | Giochi olimpici | Parigi    | 4×100 m       | Batteria    | 42"77       |                               |
| 2025 | Europei indoor  | Apeldoorn | 60 m piani    | Semifinale  | 7"22        |                               |
| 2025 | World Relays    | Guangzhou | 4x100 m       | Argento     | 42"28       |                               |
| 2025 | World Relays    | Guangzhou | 4x100 m mista | Batteria    | dnf         |                               |

## Altre competizioni internazionali
2019
- 4ª al Villa de Madrid ( Madrid), 60 m - 7"32
- 4ª agli Europei a squadre - Super League ( Bydgoszcz), 100 m - 11"61
- 4ª agli Europei a squadre - Super League ( Bydgoszcz), 4×100 m - 43"94

2021
- Squalificate ai Campionati europei a squadre - Super League ( Chorzów), 4x100 m - DSQ

2023
- 4ª al Villa de Madrid ( Madrid), 60 m - 7"24
- Bronzo ai Campionati europei a squadre di atletica leggera ( Chorzów), 4x100 m - 43"13
- Bronzo al Bauhaus-Galan ( Stoccolma), 200 m piani - 22"59

2025
- Oro ai Campionati europei a squadre di atletica leggera ( Madrid), 200 m piani - 3'09"66
- Argento ai Campionati europei a squadre di atletica leggera ( Madrid), 4x100 m - 42"11

## Campionati nazionali
- 4 volte campionessa nazionale spagnola dei 200 metri piani (2018, 2019, 2020, 2021)
- 4 volte campionessa nazionale spagnola della staffetta 4x100 metri piani (2015, 2016, 2019, 2021)* 2 volte campionessa nazionale spagnola dei 60 metri piani indoor (2019, 2023)
- 1 volta campionessa nazionale spagnola dei 200 metri piani indoor (2018)
- 1 volta campionessa nazionale spagnola dei 100 metri piani (2022)

2015
- Oro ai campionati spagnoli (Castellón), staffetta 4x100 m - 45"73

2016
- 4ª ai campionati spagnoli (Gijón), 200 m - 24"24
- Oro ai campionati spagnoli (Gijón), staffetta 4x100 m - 45"04

2017
- Argento ai campionati spagnoli indoor (Salamanca), 200 m - 24"01

2018
- Oro ai campionati spagnoli indoor (Valencia), 200 m - 23"84
- Oro ai campionati spagnoli (Getafe), 200 m - 23"31
- Bronzo ai campionati spagnoli (Getafe), staffetta 4x100 m - 44"98

2019
- Oro ai campionati spagnoli indoor (Antequera), 60 m - 7"34
- Oro ai campionati spagnoli (La Nucia), 200 m - 23"55
- Oro ai campionati spagnoli (La Nucia), staffetta 4x100 m - 44"67

2020
- Argento ai campionati spagnoli (Getafe), 100 m - 11"61
- Oro ai campionati spagnoli (Getafe), 200 m - 23"60

2021
- Oro ai campionati spagnoli (Getafe), 200 m - 23"23
- Oro ai campionati spagnoli (Getafe), staffetta 4x100 m - 44"01

2022
- Oro ai campionati spagnoli (Nerja), 100 m - 11"26
- Argento ai campionati spagnoli (Nerja), staffetta 4x100 m - 44"81

2023
- Oro ai campionati spagnoli indoor (Madrid), 60 m - 7"20